# 조굉 (당나라)
조굉 또는 조횡(趙鍠, ? ~ 889년)은 당나라 말기의 군벌로, 887년부터 적수 양행밀의 손에 죽는 889년까지 관찰사로서 선흡도를 통치하였다.

## 생애

### 가세(家世)
조굉의 가세(家世)에 관한 기록은 거의 없으며, 당나라의 정사인 《구당서》와 《신당서》에도 그의 열전이 없다. 다만 알려진 것은 그가 젊은 시절에 훗날 대군벌이 되는 주온과 친분이 있었다는 것이다.

### 진언의 휘하에서
광계 3년(887년) 5월, 당시 조굉은 선흡도 관하에 있던 지주자사로 있었다. 같은해, 절도사 고병의 치하에 있던 규모가 더 큰 번진(藩鎭)인 회남도는 고병이 가장 총애하는 도사 여용지와 고병의 장수인 좌상도지병마사(左廂都知兵馬使) 필사탁 간의 내전에 휩싸여 있었다. 필사탁은 회남도의 군부 양주 광릉을 포위하였으나, 신속하게 함락시킬 수가 없어 선흡도관찰사 진언에게 도움을 청하기로 결정하고 그들이 합세하여 승리한다면 회남절도사의 직책과 권한을 진언에게 넘기기로 약속하였다. 그러나 진언의 본대가 도착하기 전에 필사탁은 이미 양주를 함락시켰다. 그럼에도 불구하고, 필사탁은 예전에 약속한 대로 절도사의 권한과 직책을 진언에게 넘겼다. 진언은 직무를 이행하러 광릉으로 떠나면서, 조굉을 선흡도관찰사에 보직시켜 자신을 대신하게 하는 한편 선흡도의 군부 선주를 그에게 맡기고 떠났다.

### 선흡도를통치하다

#### 양행밀과의전쟁
그러나 그 직후에 진언과 필사탁은 여주자사 양행밀과 여용지의 연합군에게 패하였다. 그들은 양주를 탈출하여 손유와 합세하였으나, 후에 손유에게 주살되면서 조굉은 북쪽의 동맹세력이 없어진 상태로 남게 되었다. 문덕 원년(888년), 손유는 양행밀을 무찌르고 양행밀로 하여금 도로 여주로 도망가게 하였다. 같은해 8월, 손유가 여주로 쳐들어와 자신을 공격해 올 것을 두려워하던 양행밀은 진남군(鎭南軍, 본부는 지금의 강서성 남창시에 있었다)절도사 종전을 공격하여 진남군을 접수하려고 하였다. 하지만 양행밀의 모사 원습(袁襲)은 오히려 그를 설득하여 조굉이 도모하기 제일 쉬운 대상이라고 하였다. 원습은 그 이유로 다음과 같은 점들을 들었다.

1. 조굉은 선흡도를 통치한 지 얼마 되지 않은 데다가, 난세를 틈타 잔인하고 포악하게 굴어 장병들이 진심으로 따르려고 들지 않고 있다.
2. 진언은 광릉에 입성하러 갈 적에 조굉에게 선주를 맡기고 갔었다. 그런데 진언마저 죽은 지금, 조굉은 의지할 곳을 잃었다. 그가 선주를 지키고 있는 것은 그가 진심으로 그러고 싶어서 그러는 것이 아니다.
3. 그의 사람 됨됨이도 양행밀의 적수가 되기에는 부족하다.

원습은 나아가 양행밀에게 화주자사 손단(孫端)과 상원(上元, 지금의 강소성 남경시 강녕구)을 통치하던 장웅을 설득하여 조굉을 먼저 공격한 다음, 조굉이 손단과 장웅을 물리치는 데 전념하는 때를 틈타 진격하자고 제안하였고, 양행밀은 이에 동의하였다.
양행밀은 손단과 장웅을 설득하여 조굉을 공격하였고, 조굉은 처음에 그들의 공격을 물리쳤다. 이 틈을 탄 양행밀은 장수 장훈(張訓)과 안인의(安仁義)를 파견하여 조굉의 장수 소당(蘇塘)과 칠랑(漆朗)이 20,000명의 병력을 이끌고 갈산(曷山, 지금의 안휘성 선성시 선주구 서남쪽에 있는 산)에 주둔해 있던 것을 공격하여 그들을 대패시키고 선흡도의 군부인 선주로 진격하여 그곳을 포위하였다. 당시 지주자사였던 조굉의 형 조건지(趙乾之)가 지주에서 군대를 이끌고 조굉을 구원하러 선주로 오려고 하던 것을 양행밀의 부장 도아(陶雅)가 구화산에서 요격하여 무찌르니 조건지는 진남군으로 달아났고, 조굉은 고립무원이 되었다. 곡계(曲溪, 지금의 강소성 회안시 우이현 서남)의 장수 유금(劉金)은 양행밀군을 따라 능양(陵陽, 지금의 안휘성 지주시 청양현 능양진(陵陽鎭))에서 조굉을 공격하였다.

#### 패망
용기 원년(889년) 6월, 선주성을 포위한 지 10개월차에 접어든 양행밀군 내부에서는 매양 식량난에 시달리고 있었다. 그러다가 다른 군벌 무주자사 위전풍이 양행밀군 측에 군량과 급료를 수시로 대어 주면서 양행밀군은 오래 버틸 수 있었다. 이 무렵에 접어들면서 선주성에서는 식량이 바닥나 사람들이 서로를 잡아먹는 지경에 이르렀다. 일이 이렇게 되자, 조굉의 대다수 심복 장수들까지 성을 나와 양행밀군에 투항하였다. 이보다 앞서, 조굉은 무예와 용맹이 뛰어난 군사들을 뽑아 그 가운데 한 사람이었던 이간(李簡)을 휘하에 심복으로 둔 적이 있었는데, 이간은 조굉의 수문장을 속이고 양행밀에게로 달아났다. 한편, 조굉이 반드시 도망칠 것이라고 예상한 유금은 계략을 써서 그를 사로잡으려고 하였다. 그리하여 그는 다음과 같은 말로 조굉을 속였다.
| “ | 장군께서 나오신다면, 저의 군영을 오고 가실 수 있습니다. | ” |

기뻐한 조굉은 그에게 많은 금을 주고 밤중에 유금을 자신의 침실로 맞아들여 그가 딸에게 장가를 드는 것을 허락하였다. 군영으로 돌아온 유금은 조굉의 군사들이 많아 일단 성을 나가면 제압하기 어려워질까 봐 염려하였다. 그리하여 다음날 사람을 성 앞으로 보내어 큰 소리로 외치며 말하였다.
| “ | 유랑(劉郞, 유금)은 너와 사위가 될 수 없다! | ” |

이 말을 들은 조굉은 낙담하였다. 밤중에 조굉의 장수인 지휘사(持揮使) 주진사(周進思)가 성을 점거하고 조굉을 내쫓았다. 조굉은 손유에게 합류하고자 광릉을 향해 달아났다. 그는 배를 타고 동쪽 계곡으로 나와 폭포를 타고 도망쳤는데, 양행밀군이 모두 보병과 기병이라 물살에 막히면 따라잡을 도리가 없을 것이라고 여기고, 영양(永陽, 지금의 안휘성 선성시 선주구 수양진(水陽鎭))에 머물러 갑옷을 벗고 계곡 언덕으로 올라갔다. 그러나 조굉이 도망칠 것을 예상하고 일찌감치 대비를 해 두고 있었던 양행밀의 대장 전군은 비밀리에 가볍고 빠른 작은 배를 만들어 조굉을 따라잡았고, 놀란 조굉은 도망칠 겨를도 없이 전군에게 사로잡혀 양행밀에게 바쳐졌다.
조굉을 멸망시키는 과정에서 무주자사 위전풍은 상술하였듯이 양행밀이 보낸 사절에게 답례하여 우호 관계를 맺고 여러 차례 양행밀에게 군량과 급료, 무기 등을 대어 주었고, 양행밀의 처남 주연수도 많은 공을 세웠으며, 금우진장(金牛鎭將, 지금의 안휘성 합비시 여강현 서북에 있던 기지부대장) 대몽(臺濛)은 적을 무찔러 공을 세웠고, 마군부지휘사(馬軍副指揮使) 이우(李遇)와 유존(劉存)·장숭(張崇)·왕관(王綰) 및 오장(伍長) 서온 등도 각각 공을 세웠다. 훗날 위전풍은 양행밀 세력의 계승자인 양융연에게 사로잡혔다가, 예전에 양행밀과 한 적이 있었던 이번 합작으로 석방되었다.
조굉의 주위에 있던 측근들은 모두 흩어져 가 버렸는데, 급사(給使) 이덕성과 한구(韓球)만이 조굉의 곁을 떠나지 않고 남아 있었다. 조굉은 이덕성을 보내어 선주성으로 들어가서 주진사를 설득하게 하였는데, 이덕성이 출발하려고 할 때 갑자기 급병에 걸려 갈 수 없게 되었다. 그리하여 다시 한구에게 명하였으나, 한구는 주진사에게 갔다가 참수되어 머리가 성 밖으로 던져졌다. 그날 이덕성은 바로 병이 나았다. 후에 성 안에서 다른 선주 장수들이 주진사를 체포하여 양행밀에게 선주를 바치고 항복하였다. 조굉의 장수 주본은 조굉의 군대 안에서 용맹이 가장 뛰어나기로 이름난 인물이었는데, 조굉이 전쟁에서 패망하자 주본은 양행밀에게 사로잡혔다가 석방되었고, 이때부터 양행밀의 휘하에서 복무하게 되었다.
한편, 조굉을 생포한 양행밀은 조굉으로 하여금 자신의 아우와 같이 살게 하였다. 이때, 당시 당나라에서 가장 권세 있는 군벌 가운데 한 사람이었던 선무군(宣武軍)절도사 주온이 보낸 사자가 양행밀을 찾아가서 자신에게 조굉을 넘겨달라고 청하였다. 양행밀은 원습에게 자문을 구하였고, 원습은 조굉을 참살하고 그의 머리를 주온이 있는 선무군의 군부 변주로 보낼 것을 건의하였다. 양행밀은 그대로 하였다.

### 내용주
1. ↑  호삼성에 따르면,  鍠은 각각 戶와 盲의 반절(호+(맹←욍)=횡[당시 본음(本音)]→굉[현 속음])[鍠, 戶盲翻.], 戶와 觥의 반절(호+굉=횡[당시 본음]→굉[현 속음])[鍠, 戶觥翻.]이라고 하였다.[1]
2. ↑  《신당서》 권188의 양행밀의 열전에서는 소당의 이름자가 瑭으로 기록되어 있다.[4] 또한, 같은 열전에서는 선흡도군의 장수 소당이 20,000명의 병력으로 맞서 주둔해 있었는데, 양행밀이 나가 싸우지 않고 기습부대를 나누어 보내 나무를 베고 사방으로 나가는 길을 개척하자, 소당이 놀라 달아났다고 하였다.[4]
3. ↑  이후 서온은 양행밀이 선주성에 입성할 때 다른 여러 장수들이 앞다투어 금과 비단을 약탈하고 전리품들을 차지하느라 여념이 없는 가운데 혼자서 식량창고를 접수하고 죽을 끓여 굶주림에 시달리던 선주 백성들에게 먹여 그들을 구휼하는 행보를 보여 주었다.[7][8][43][44] 이것이 정사에서 최초로 언급된 서온의 첫 행적이었다.
4. ↑  《오월비사(吳越備史)》에는 양행밀이 조굉을 죽인 시기가 문덕 원년(888년) 11월의 일로 잘못 기록되어 있다.[57]

### 참조주
1. 1 2 3 4 5 6 7 8 9 10 11 12 13 14 15 16 17 18 19 20 21 22 23  호삼성, 《자치통감음주》, 권257 당기(唐紀) 제73 희종 혜성공정효황제(惠聖恭定孝皇帝, 이하 《자치통감음주》·《자치통감보》는 희종) 하-하
2. ↑  유후·조영 외, 《구당서》, 목차
3. ↑  구양수 외, 《신당서》, 목차
4. 1 2 3 4 5 6 7 8 9 10 11 12 13 14  구양수 외, 《신당서》, 권188 열전 제113 양·주·시·손(楊朱時孫)
5. 1 2  노진(路振), 《구국지(九國志)》, 권1 오 中 원습, 월아당총서(粵雅堂叢書) 제10집 《구국지》, 9/133페이지.
6. 1 2 3 4 5 6  오임신(吳任臣), 《십국춘추》, 권5 오5 열전
7. 1 2 3 4 5 6 7 8 9 10  사마광, 《자치통감》, 권258 당기(唐紀) 제74
8. 1 2 3 4 5 6 7 8 9 10  호삼성, 《자치통감음주》, 권258 당기(唐紀) 제74 소종 성목경문효황제(聖穆景文孝皇帝, 이하 《자치통감음주》·《자치통감보》는 희종) 상-상
9. 1 2 3 4  엄연(嚴衍), 《자치통감보(資治通鑑補)》, 권257 당기(唐紀) 제74 소종 상-상 中 용기 원년(888, 기유), 사보루(思補樓) 교정인쇄본 《자치통감보》(136), 8/105페이지.
10. 1 2 3  《백양판 자치통감 (63) 군벌혼전》, 5쪽. [889년 (기유)].
11. 1 2 3 4 5 6 7 8 9 10 11 12 13 14 15 16 17 18 19 20 21 22  사마광, 《자치통감》, 권257 당기(唐紀) 제73
12. 1 2  엄연(嚴衍), 《자치통감보(資治通鑑補)》, 권257 당기(唐紀) 희종 하-하 中 광계 3년(887, 정미), 사보루(思補樓) 교정인쇄본 《자치통감보》(135), 63/97페이지.
13. ↑  《백양판 자치통감 (63) 군벌혼전》, 178–179쪽. 부록[당 왕조 절도사 (중)].
14. ↑  엄연(嚴衍), 《자치통감보(資治通鑑補)》, 권257 당기(唐紀) 희종 하-하 中 광계 3년(887, 정미), 사보루(思補樓) 교정인쇄본 《자치통감보》(135), 54-55/97페이지.
15. 1 2  《백양판 자치통감 (62) 낭호곡》, 116쪽. [887년 (정미)].
16. ↑  엄연(嚴衍), 《자치통감보(資治通鑑補)》, 권257 당기(唐紀) 희종  희종 하-하 中 광계 3년(887, 정미), 사보루(思補樓) 교정인쇄본 《자치통감보》(135), 55/97페이지.
17. ↑  엄연(嚴衍), 《자치통감보(資治通鑑補)》, 권257 당기(唐紀) 희종 하-하 中 광계 3년(887, 정미), 사보루(思補樓) 교정인쇄본 《자치통감보》(135), 57/97페이지.
18. ↑  《백양판 자치통감 (62) 낭호곡》, 117-118쪽. [887년 (정미)].
19. ↑  엄연(嚴衍), 《자치통감보(資治通鑑補)》, 권257 당기(唐紀) 희종 하-하 中 광계 3년(887, 정미), 사보루(思補樓) 교정인쇄본 《자치통감보》(135), 58/97페이지.
20. ↑  《백양판 자치통감 (62) 낭호곡》, 119쪽. [887년 (정미)].
21. ↑  《백양판 자치통감 (62) 낭호곡》, 123쪽. [887년 (정미)].
22. 1 2 3 4 5 6 7 8 9 10  구양수, 《신오대사》, 권61 세가(世家) 제1 오(吳)세가
23. ↑  유후·조영 외, 《구당서》, 권182 열전 제132
24. ↑  구양수 외, 《신당서》, 권224하 열전 제149하 반신(叛臣) 下
25. ↑  엄연(嚴衍), 《자치통감보(資治通鑑補)》, 권257 당기(唐紀) 제73 희종 하-하 中 광계 3년(887, 정미), 사보루(思補樓) 교정인쇄본 《자치통감보》(135), 72-73/97페이지.
26. ↑  《백양판 자치통감 (62) 낭호곡》, 132쪽. [887년 (정미)].
27. ↑  엄연(嚴衍), 《자치통감보(資治通鑑補)》, 권257 당기(唐紀) 제73 희종 하-하 中 광계 3년(887, 정미), 사보루(思補樓) 교정인쇄본 《자치통감보》(135), 73-74/97페이지.
28. ↑  《백양판 자치통감 (62) 낭호곡》, 133쪽. [887년 (정미)].
29. ↑  엄연(嚴衍), 《자치통감보(資治通鑑補)》, 권257 당기(唐紀) 제73 희종 하-하 中 광계 4년(888, 무신), 사보루(思補樓) 교정인쇄본 《자치통감보》(135), 82-83/97페이지.
30. ↑  《백양판 자치통감 (62) 낭호곡》, 141쪽. [888년 (무신)].
31. ↑  엄연(嚴衍), 《자치통감보(資治通鑑補)》, 권257 당기(唐紀) 제73 희종 하-하 中 문덕 원년(888, 무신), 사보루(思補樓) 교정인쇄본 《자치통감보》(135), 88/97페이지.
32. ↑  《백양판 자치통감 (62) 낭호곡》, 148쪽. [888년 (무신)].
33. 1 2 3 4 5 6 7 8  엄연(嚴衍), 《자치통감보(資治通鑑補)》, 권257 당기(唐紀) 제73 희종 하-하 中 문덕 원년(888, 무신), 사보루(思補樓) 교정인쇄본 《자치통감보》(135), 93/97페이지.
34. 1 2 3 4 5 6 7 8  《백양판 자치통감 (62) 낭호곡》, 154쪽. [888년 (무신)].
35. ↑  노진(路振), 《구국지(九國志)》, 권1 오 中 장훈, 월아당총서(粵雅堂叢書) 제10집 《구국지》, 24/133페이지.
36. ↑  노진(路振), 《구국지(九國志)》, 권3 오 中 안인의, 월아당총서(粵雅堂叢書) 제10집 《구국지》, 120/133페이지.
37. ↑  《백양판 자치통감 (62) 낭호곡》, 154-155쪽. [888년 (무신)].
38. ↑  엄연(嚴衍), 《자치통감보(資治通鑑補)》, 권257 당기(唐紀) 제73 희종 하-하 中 문덕 원년(888, 무신), 사보루(思補樓) 교정인쇄본 《자치통감보》(135), 93-94/97페이지.
39. ↑  《백양판 자치통감 (62) 낭호곡》, 154-156쪽. [888년 (무신)].
40. ↑  엄연(嚴衍), 《자치통감보(資治通鑑補)》, 권257 당기(唐紀) 제73 희종 하-하 中 문덕 원년(888, 무신), 사보루(思補樓) 교정인쇄본 《자치통감보》(135), 94/97페이지.
41. ↑  《백양판 자치통감 (62) 낭호곡》, 156쪽. [888년 (무신)].
42. 1 2 3 4 5 6 7 8 9 10  노진(路振), 《구국지(九國志)》, 권1 오 中 유금, 월아당총서(粵雅堂叢書) 제10집 《구국지》, 28-29/133페이지.
43. 1 2 3 4 5 6 7 8  엄연(嚴衍), 《자치통감보(資治通鑑補)》, 권257 당기(唐紀) 제74 소종 상-상 中 용기 원년(888, 기유), 사보루(思補樓) 교정인쇄본 《자치통감보》(136), 7/105페이지.
44. 1 2 3 4 5 6 7  《백양판 자치통감 (63) 군벌혼전》, 4쪽. [889년 (기유)].
45. 1 2 3  노진(路振), 《구국지(九國志)》, 권1 오 中 이간, 월아당총서(粵雅堂叢書) 제10집 《구국지》, 38-39/133페이지.
46. 1 2 3 4  구양수 외, 《신당서》, 권189 열전 제114 고·조·전·주(高趙田朱)
47. 1 2 3 4  노진(路振), 《구국지(九國志)》, 권3 오 中 전군, 월아당총서(粵雅堂叢書) 제10집 《구국지》, 114/133페이지.
48. 1 2  노진(路振), 《구국지(九國志)》, 권2 오 中 위전풍, 월아당총서(粵雅堂叢書) 제10집 《구국지》, 76/133페이지.
49. ↑  노진(路振), 《구국지(九國志)》, 권1 오 中 대몽, 월아당총서(粵雅堂叢書) 제10집 《구국지》, 21/133페이지.
50. ↑  노진(路振), 《구국지(九國志)》, 권1 오 中 이우, 월아당총서(粵雅堂叢書) 제10집 《구국지》, 27/133페이지.
51. ↑  노진(路振), 《구국지(九國志)》, 권1 오 中 유존, 월아당총서(粵雅堂叢書) 제10집 《구국지》, 36/133페이지.
52. ↑  노진(路振), 《구국지(九國志)》, 권1 오 中 장숭, 월아당총서(粵雅堂叢書) 제10집 《구국지》, 52-53/133페이지.
53. ↑  노진(路振), 《구국지(九國志)》, 권1 오 中 왕관, 월아당총서(粵雅堂叢書) 제10집 《구국지》, 55/133페이지.
54. ↑  노진(路振), 《구국지(九國志)》, 권3 오 中 서온, 월아당총서(粵雅堂叢書) 제10집 《구국지》,  125-126/133페이지.
55. 1 2 3 4 5  오임신(吳任臣), 《십국춘추》, 권7 오7 열전
56. ↑  엄연(嚴衍), 《자치통감보(資治通鑑補)》, 권257 당기(唐紀) 제74 소종 상-상 中 용기 원년(888, 기유), 사보루(思補樓) 교정인쇄본 《자치통감보》(136), 6-7/105페이지.
57. ↑  범경(范坰)·임우(林禹), 《오월비사(吳越備史)》, 권1 무숙왕(武肅王) 上
58. ↑  구양수 외, 《신당서》, 권10 본기 제10 中 소종

## 참고 문헌
- 백양(柏楊, 1920년 ~ 2008년), 《백양판 자치통감》
  - (대만) 백양 역 (1993년 3월). 〈낭호곡(狼虎谷)〉. 《현대어문판 자치통감》 [백양판 자치통감 (62) 낭호곡] (중국어) (62) 1판. 북경: 중국우의출판공사(中國友誼出版公司). ISBN 7-5057-0027-8.
  - (대만) 백양 역 (1993년 4월). 〈군벌혼전(軍閥混戰)〉. 《현대어문판 자치통감》 [백양판 자치통감 (63) 군벌혼전] (중국어) (63) 1판. 북경: 중국우의출판공사(中國友誼出版公司). ISBN 7-5057-0063-4.

| 전임 진언 | 선흡도관찰사 887년 ~ 889년 | 후임 양행밀 |